# Cate Blanchett
Catherine Élise "Cate" Blanchett (AFI: [ˈblæntʃᵻt] BLAN-chit; nascida em Ivanhoe, Melbourne, Victória, Austrália, em 14 de maio de 1969) é uma atriz e encenadora australiana. Considerada uma das melhores performers de sua geração, ela é reconhecida por sua versatilidade em filmes independentes, sucessos de bilheteria e teatro. Ganhou vários prêmios como atriz, mais notavelmente dois Oscars, quatro Globos de Ouro, três SAG Awards e quatro BAFTA, assim como a Coppa Volpi no 64.º Festival Internacional de Cinema de Veneza.
Blanchett chamou a atenção internacional em 1998 como a rainha Elisabeth I da Inglaterra, no filme Elisabeth dirigido por Shekhar Kapur. Também ficou conhecida por outros personagens como a senhora dos elfos de Lothlórien, Galadriel, da trilogia de J.R.R. Tolkien, The Lord of the Rings (br: O Senhor dos Anéis), a coronel Irina Spalko em Indiana Jones and the Kingdom of the Crystal Skull (br: Indiana Jones e o Reino da Caveira de Cristal), Daisy em The Curious Case of Benjamin Button (br: O Curioso Caso de Benjamin Button) e Katharine Hepburn no filme de Martin Scorsese, The Aviator (br: O Aviador), papel pelo qual recebeu o Oscar de Melhor Atriz Coadjuvante. Em 2014, ganhou o Oscar de Melhor Atriz por Blue Jasmine, de Woody Allen e em 2016 foi nomeada na categoria de Melhor Atriz por sua performance em Carol.
Blanchett é uma das poucas atrizes a terem conquistado um Oscar de Melhor Atriz e um Oscar de Melhor Atriz Coadjuvante. Além dela, apenas Ingrid Bergman, Helen Hayes, Maggie Smith, Meryl Streep, Jessica Lange e Renée Zellweger alcançaram esse feito.

## Biografia
Blanchett nasceu em Ivanhoe, um subúrbio de Melbourne, em Victória, na Austrália. É filha de June, australiana e professora, e de Robert "Bob" Blanchett, texano de ascendência francesa e oficial da marinha americana, que mais tarde trabalhou como executivo de publicidade. Seus pais se conheceram quando Bob pertencia à guarnição do navio USS Arneb em Melbourne. O pai de Blanchett morreu vítima de um ataque cardíaco quando ela tinha dez anos de idade. Tem dois irmãos; o mais velho, Bob, é um engenheiro de sistemas informáticos, e a mais nova, Genevieve, trabalhou como designer em um teatro e recebeu seu Bacharelado em Design de Arquitetura, em abril de 2008.
Blanchett frequentou a escola primária em Melbourne na Ivanhoe East Primary School, antes de completar o ensino secundário na Methodist Ladies' College, uma escola metodista feminina, onde começou a explorar sua paixão pela atuação. Estudou Economia e Belas Artes na Universidade de Melbourne antes de sair da Austrália para viajar pelo exterior. Quando tinha dezoito anos, e passava férias no Egito, um hóspede do hotel onde estava hospedada no Cairo perguntou-lhe se queria ser figurante num filme, no dia seguinte ela encontrou-se em uma cena no meio de uma multidão torcendo para um pugilista americano que perdia para um pugilista egípcio no filme Kaboria, estrelado pelo falecido ator egípcio Ahmad Zaki. Blanchett retornou para a Austrália e mais tarde mudou-se para Sydney para estudar no Instituto Nacional de Arte Dramática. Formou-se em 1992, começando sua carreira nos palcos.
Seu marido é o dramaturgo e roteirista Andrew Upton, que ela conheceu em 1996 enquanto atuava na produção da peça dele The Seagull. Não foi amor à primeira vista, no entanto, "Ele me achou boba e eu o achei arrogante", comentou Blanchett mais tarde. Os dois casaram-se em 29 de dezembro de 1997. O primeiro filho deles, Dashiell John, nasceu em 3 de dezembro de 2001, o segundo, Roman Robert, em 23 de abril de 2004 e o terceiro, Ignatius Martin, em 13 de abril de 2008. Ela e seu marido são diretores artísticos da Sydney Theatre Company.
Depois de fazer de Brighton, Inglaterra, seu principal lar, ela e seu marido voltaram a residir na Austrália. Em novembro de 2006, Blanchett afirmou que a mudança era devido a uma vontade de dar um lar permanente a seus filhos, e para estar mais próxima de sua família, bem como um sentimento de pertencer a uma comunidade teatral australiana. Ela e sua família vivem em "Bulwarra", uma mansão no subúrbio de Sydney Harbourside Hunters Hill, que foi comprada por 10,2 milhões de dólares australianos em 2004 e submetida a uma extensa reforma, em 2007, a fim de tornar-se mais "ecologicamente correta".
Blanchett é patrona do Festival de Cinema de Sydney. Em 2007 Blanchett tornou-se a embaixadora para a Australian Conservation Foundation, uma campanha on-line que tenta mobilizar os australianos para expressar as suas preocupações sobre as alterações climáticas. Também é patrona da instituição de caridade SolarAid. Na abertura do 9.º Congresso Mundial de Metrópoles em 2008, realizado em Sydney, Blanchett disse: "A única coisa que todas as grandes cidades têm em comum é que todas elas são diferentes".
No início de 2009, Blanchett apareceu em uma série de selos postais para a edição especial chamada "Australian Legends of the Screen", com atores australianos reconhecidos pela "notável contribuição que deram ao entretenimento e cultura australianos". Ela, Geoffrey Rush, Russell Crowe e Nicole Kidman aparecem duas vezes em cada uma das séries: uma vez como eles próprios e uma vez em personagens; Blanchett está representada na personagem Elizabeth I de Elizabeth: The Golden Age (br: Elizabeth: A Era de Ouro).
Em 2015, Blanchett adotou uma menina Vivienne, realizando, assim, o sonho de ter uma filha. Em maio de 2015, revelou que já se relacionou, porém não sexualmente, com outras mulheres. Na mesma ocasião disse que valoriza sua privacidade.

### Carreira

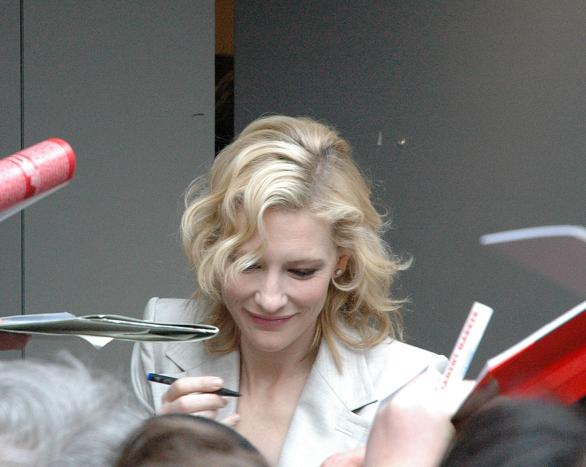
Blanchett dando autógrafos em Berlim (2005).

Seu primeiro grande papel principal foi no palco na peça Oleanna, de 1993, dirigida por David Mamet, contracenando com Geoffrey Rush, para o qual ela ganhou o prêmio Sydney Theatre Critics de melhor estreia. Também apareceu como Ofélia na produção de 1994 – 1995 de Hamlet, dirigida por Neil Armfield co-estrelando com Richard Roxburgh e novamente com Geoffrey Rush. Blanchett apareceu na minissérie Heartland, contracenando com Ernie Dingo, e na minissérie Bordertown, com Hugo Weaving, e em um episódio de Police Rescue intitulado "The Loaded Boy". Apareceu em 1994 em Police Rescue, filme para a televisão, como uma professora refém de bandidos armados e nos 50 minutos de drama Parklands de 1996, que recebeu um lançamento limitado nos cinemas australianos.
Blanchett fez sua estreia internacional no cinema em 1997 com um papel de apoio como uma enfermeira australiana capturada pelo Exército japonês durante a Segunda Guerra Mundial, no filme Paradise Road (br: Um Canto de Esperança), dirigido por Bruce Beresford e estrelado por Glenn Close e Frances McDormand. Seu primeiro papel principal, também em 1997, foi como "Lucinda Leplastrier" na produção Oscar and Lucinda (br: Oscar e Lucinda), contracenando com Ralph Fiennes. Coincidentemente, Peter Carey, o autor de Oscar e Lucinda, tinha conhecido o pai de Blanchett, Bob, quando ambos trabalhavam com publicidade em Melbourne. Blanchett foi indicada ao seu primeiro prêmio, o Australian Film Institute Awards de melhor atriz por este papel, mas perdeu para Pamela Rabe em The Well. Ela, no entanto, ganhou o prêmio AFI de melhor atriz coadjuvante no mesmo ano por seu papel como Lizzie na comédia romântica Thank God He Met Lizzie (br: Ainda Bem Que Ele Conheceu Lizzie), co-estrelada por Richard Roxburgh e Frances O'Connor.
Seu primeiro grande papel de visibilidade internacional foi como Elizabeth I da Inglaterra, em 1998 no filme Elizabeth, por esse papel, recebeu uma indicação ao Oscar de melhor atriz. Blanchett perdeu para Gwyneth Paltrow por seu papel em Shakespeare in Love (br: Shakespeare Apaixonado), mas ganhou um British Academy Award (BAFTA) e um Globo de Ouro de melhor atriz em filme de drama. No ano seguinte, Blanchett foi indicada a um outro prêmio BAFTA por seu papel de apoio em The Talented Mr. Ripley (br: O Talentoso Ripley).
Em 2001 apareceu em The Lord of the Rings: The Fellowship of the Ring (br: O Senhor dos Anéis: A Sociedade do Anel), de Peter Jackson. Ela desempenhou o papel de Galadriel em todos os três filmes. A trilogia detém o recorde como a mais alta trilogia cinematográfica de todos os tempos.
Mais tarde, em 2005, ganhou o Oscar de melhor atriz coadjuvante por seu papel de Katharine Hepburn no filme The Aviator (br: O Aviador), de Martin Scorsese.
Em 2006 estrelou Babel ao lado de Brad Pitt, e Notes on a Scandal (br: Notas Sobre um Escândalo), interpretando Sheba Hart e contracenando com Dame Judi Dench. Coincidentemente, Dench ganhou o Oscar de melhor atriz coadjuvante por interpretar a rainha inglesa Elizabeth I, no mesmo ano, Blanchett perdeu por interpretar a mesma figura histórica, embora em uma categoria diferente. Blanchett recebeu sua terceira indicação ao Oscar por seu desempenho no filme (Dench também foi indicada ao Oscar).
Em 2007, ganhou o prêmio Volpi Cup de melhor atriz no Festival de Cinema de Veneza e um Globo de Ouro de melhor atriz coadjuvante, por retratar uma das seis encarnações de Bob Dylan no filme I'm Not There (br: Não Estou Lá) de Todd Haynes e reprisou o seu papel como Elizabeth I na sequência de Elizabeth intitulada Elizabeth: The Golden Age (br: Elizabeth: A Era de Ouro). Na 80.ª cerimônia do Oscar, Blanchett recebeu duas indicações, incluindo Melhor Atriz por Elizabeth: The Golden Age (br: Elizabeth: A Era de Ouro) e Melhor Atriz Coadjuvante por I'm Not There (br: Não Estou Lá), tornando-se apenas o 11.º ator a receber duas candidaturas no mesmo ano, e a primeira atriz a receber outra indicação por reprisar um papel.

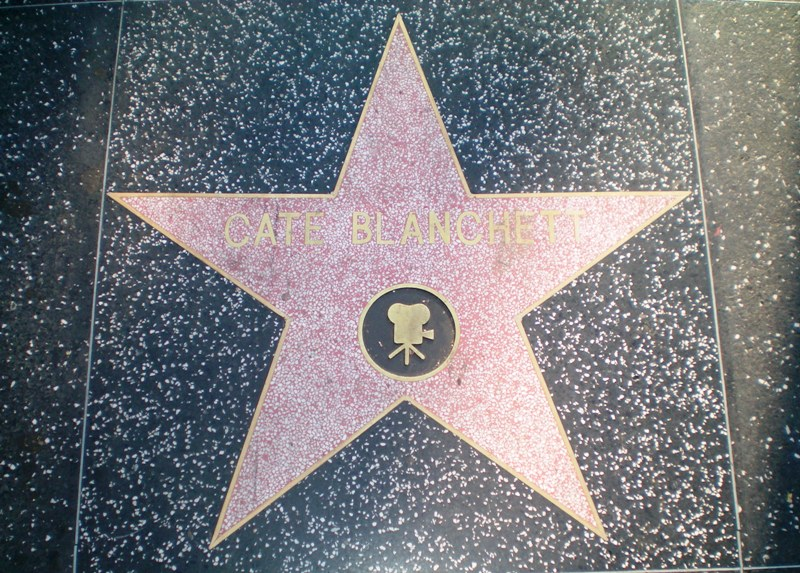
A estrela de Blanchett na Calçada da Fama.

Em 2007 Blanchett foi nomeada pela revista TIME como uma das 100 pessoas mais influentes em todo o mundo e também uma das mais bem sucedidas atrizes pela revista Forbes. Atuou no filme Indiana Jones and the Kingdom of the Crystal Skull (br: Indiana Jones e o Reino da Caveira de Cristal), como a agente da KGB Cel. Dr.ª Irina Spalko.
Blanchett e seu marido assinaram contrato de três anos como co-diretores artísticos da Sydney Theatre Company, em janeiro de 2008. Seus contratos incluíam uma cláusula que permitia que qualquer um deles pudesse ter três meses de cada ano para exercer outras atividades.
Blanchett apareceu no cinema com Brad Pitt, pela segunda vez em The Curious Case of Benjamin Button (br: O Curioso Caso de Benjamin Button), de David Fincher, no final de 2008. Blanchett emprestou sua voz ao filme Gake no ue no Ponyo no papel de Gran Mamare.
Em 5 de dezembro de 2008 Blanchett foi honrada com uma estrela na Calçada da Fama no Hollywood Boulevard, em frente ao Grauman's Egyptian Theatre.
Depois de interpretar a vilã russa Irina Spalko em Indiana Jones and the Kingdom of the Crystal Skull (br: Indiana Jones e o Reino da Caveira de Cristal), membros do Partido Comunista Russo declararam que Blanchett deveria "estar sob ameaça de desemprego por aceitar o papel no filme" e que ela e Harrison Ford eram "atores de segunda categoria".
Em 2014, Blanchett ganhou o Oscar de Melhor Atriz por sua atuação em Blue Jasmine. Em 2017, Blanchett interpretou a vilã Hela em filme Thor: Ragnarok.

## Filmografia

### Cinema
| Ano  | Título                                             | Papel                      | Notas                                             |
| ---- | -------------------------------------------------- | -------------------------- | ------------------------------------------------- |
| 1994 | Police Rescue                                      | Vivian                     |                                                   |
| 1996 | Parklands                                          | Rosie                      |                                                   |
| 1997 | Oscar and Lucinda                                  | Lucinda Leplastrier        | br: Oscar e Lucinda                               |
| 1997 | Thank God He Met Lizzie                            | Lizzie                     | br: Ainda Bem que Ele Conheceu Lizzie             |
| 1997 | Paradise Road                                      | Susan Macarthy             | br: Um Canto de Esperança                         |
| 1998 | Elizabeth                                          | Elizabeth I                | br: Elizabeth                                     |
| 1999 | The Talented Mr. Ripley                            | Meredith Logue             | br: O Talentoso Ripley                            |
| 1999 | Pushing Tin                                        | Connie Falzone             | br: Alto Controle                                 |
| 1999 | An Ideal Husband                                   | Lady Gertrude Chiltern     | br: O Marido Ideal                                |
| 1999 | Bangers                                            | Julie–Anne                 |                                                   |
| 2000 | The Gift                                           | Annabelle "Annie" Wilson   | br: O Dom da Premonição                           |
| 2000 | The Man Who Cried                                  | Lola                       | br: Porque os Homens Choram                       |
| 2001 | The Shipping News                                  | Petal                      | br: Chegadas e Partidas                           |
| 2001 | Charlotte Gray                                     | Charlotte Gray             | br: Charlotte Gray - Paixão Sem Fronteiras        |
| 2001 | The Lord of the Rings: The Fellowship of the Ring  | Galadriel                  | br: O Senhor dos Anéis: A Sociedade do Anel       |
| 2001 | Bandits                                            | Kate Wheeler               | br: Vida Bandida                                  |
| 2002 | The Lord of the Rings: The Two Towers              | Galadriel                  | br: O Senhor dos Anéis: As Duas Torres            |
| 2002 | Heaven                                             | Philippa                   | br: Paraíso                                       |
| 2003 | The Lord of the Rings: The Return of the King      | Galadriel                  | br: O Senhor dos Anéis: O Retorno do Rei          |
| 2003 | The Missing                                        | Magdalena Gilkeson         | br: Desaparecidas                                 |
| 2003 | Coffee and Cigarettes                              | Cate / Shelly              | br: Sobre Café e Cigarros                         |
| 2003 | Veronica Guerin                                    | Veronica Guerin            | br: O Custo da Coragem                            |
| 2004 | The Aviator                                        | Katharine Hepburn          | br: O Aviador                                     |
| 2004 | The Life Aquatic with Steve Zissou                 | Jane Winslett–Richardson   | br: A Vida Marinha com Steve Zissou               |
| 2005 | Little Fish                                        | Tracy                      | br: Sob o Efeito da Água                          |
| 2006 | Notes on a Scandal                                 | Sheba Hart                 | br: Notas Sobre um Escândalo                      |
| 2006 | The Good German                                    | Lena Brandt                | br: O Segredo de Berlim                           |
| 2006 | Babel                                              | Susan Jones                | br: Babel                                         |
| 2006 | Stories of Lost Souls                              | Julie–Anne                 |                                                   |
| 2007 | Elizabeth: The Golden Age                          | Rainha Elizabeth I         | br: Elizabeth: A Era de Ouro                      |
| 2007 | I'm Not There                                      | Jude                       | br: Não Estou Lá                                  |
| 2007 | Hot Fuzz                                           | Jeanine                    | br: Chumbo Grosso                                 |
| 2008 | The Curious Case of Benjamin Button                | Daisy                      | br: O Curioso Caso de Benjamin Button             |
| 2008 | Gake no ue no Ponyo                                | Gran Mamare (voz)          |                                                   |
| 2008 | Indiana Jones and the Kingdom of the Crystal Skull | Irina Spalko               | br: Indiana Jones e o Reino da Caveira de Cristal |
| 2010 | Robin Hood                                         | Lady Marion Loxley         | br: Robin Hood                                    |
| 2011 | Hanna                                              | Marissa Wiegler            | br: Hanna                                         |
| 2012 | The Hobbit: An Unexpected Journey                  | Galadriel                  | br: O Hobbit: Uma Jornada Inesperada              |
| 2013 | Blue Jasmine                                       | Jeanette "Jasmine" Francis | br: Blue Jasmine                                  |
| 2013 | The Hobbit: The Desolation of Smaug                | Galadriel                  | br: O Hobbit: A Desolação de Smaug                |
| 2014 | How to Train Your Dragon 2                         | Valka (voz)                | br: Como Treinar o Seu Dragão 2                   |
| 2014 | The Hobbit: The Battle of the Five Armies          | Galadriel                  | br: O Hobbit: A Batalha dos Cinco Exércitos       |
| 2015 | Knight of Cups                                     | Nancy                      | br: Cavaleiro de Copas                            |
| 2015 | Cinderella                                         | Madrasta                   | br: Cinderella                                    |
| 2015 | Carol                                              | Carol Aird                 | br: Carol                                         |
| 2017 | Song to Song                                       | Amanda                     |                                                   |
| 2017 | Thor: Ragnarok                                     | Hela                       | br: Thor: Ragnarok                                |
| 2018 | Ocean's 8                                          | Lou                        | br: Oito Mulheres e Um Segredo                    |
| 2018 | The House with a Clock in Its Walls                | Florence Zimmerman         | br: O Mistério do Relógio na Parede               |
| 2018 | Mowgli: Legend of the Jungle                       | Kaa                        | br: Mogli: Entre Dois Mundos                      |
| 2019 | How to Train Your Dragon 3                         | Valka (voz)                | br: Como Treinar o Seu Dragão 3                   |
| 2019 | Where'd You Go, Bernadette                         | Bernadette Fox             |                                                   |
| 2021 | Don't Look Up                                      | Brie Evantee               | br: Não Olhe Para Cima                            |
| 2022 | Tár                                                | Lydia Tár                  |                                                   |

### Televisão
| Ano  | Título        | Papel                 | Notas        |
| ---- | ------------- | --------------------- | ------------ |
| 1993 | Police Rescue | Mrs. Haines           | 1 episódio   |
| 1994 | G. P.         | Janie Morris          | 1 episódio   |
| 1994 | Heartland     | Elizabeth Ashton      | Mini-série   |
| 1995 | Bordertown    | Bianca                | Mini-série   |
| 2020 | Mrs. America  | Phyllis Schlafly      | Mini-Série   |
| 2023 | What If...?   | Hela                  | 3 episódios  |
| 2024 | Disclaimer    | Catherine Ravenscroft | Protagonista |
| 2025 | Squid Game    | Recruiter             | 6º episódio  |

## Prêmios e indicações

#### Óscar
| Ano  | Categoria                | Indicação                 | Notas    |
| ---- | ------------------------ | ------------------------- | -------- |
| 1999 | Melhor Atriz             | Elizabeth                 | Indicado |
| 2005 | Melhor Atriz Coadjuvante | The Aviator               | Venceu   |
| 2007 | Melhor Atriz Coadjuvante | Notes on a Scandal        | Indicado |
| 2008 | Melhor Atriz Coadjuvante | I'm Not There             | Indicado |
| 2008 | Melhor Atriz             | Elizabeth: The Golden Age | Indicado |
| 2014 | Melhor Atriz             | Blue Jasmine              | Venceu   |
| 2016 | Melhor Atriz             | Carol                     | Indicado |
| 2023 | Melhor Atriz             | Tár                       | Indicado |

#### Emmy Awards
| Ano  | Categoria                               | Indicação    | Notas    |
| ---- | --------------------------------------- | ------------ | -------- |
| 2020 | Melhor Atriz em Minissérie ou Telefilme | Mrs. America | Indicado |
| 2020 | Melhor Minissérie (como produtora)      | Mrs. America | Indicado |

#### Tony Awards
| Ano  | Categoria                        | Indicação   | Notas    |
| ---- | -------------------------------- | ----------- | -------- |
| 2017 | Melhor Atriz Principal no Teatro | The Present | Indicado |

#### Globo de Ouro
| Ano  | Categoria                                   | Indicação                  | Notas    |
| ---- | ------------------------------------------- | -------------------------- | -------- |
| 1999 | Melhor Atriz em Cinema - Drama              | Elizabeth                  | Venceu   |
| 2002 | Melhor Atriz em Cinema - Comédia ou Musical | Bandits                    | Indicado |
| 2004 | Melhor Atriz em Cinema - Drama              | Veronica Guerin            | Indicado |
| 2005 | Melhor Atriz Coadjuvante em Cinema          | The Aviator                | Indicado |
| 2007 | Melhor Atriz Coadjuvante em Cinema          | Notes on a Scandal         | Indicado |
| 2008 | Melhor Atriz Coadjuvante em Cinema          | I'm Not There              | Venceu   |
| 2008 | Melhor Atriz em Cinema - Drama              | Elizabeth: The Golden Age  | Indicado |
| 2014 | Melhor Atriz em Cinema - Drama              | Blue Jasmine               | Venceu   |
| 2016 | Melhor Atriz em Cinema - Drama              | Carol                      | Indicado |
| 2020 | Melhor Atriz em Cinema - Comédia ou Musical | Where'd You Go, Bernadette | Indicado |
| 2021 | Melhor Atriz em Minissérie ou Telefilme     | Mrs. America               | Indicado |
| 2023 | Melhor Atriz em Cinema - Drama              | Tár                        | Venceu   |
| 2025 | Melhor Atriz em Minissérie ou Telefilme     | Disclaimer                 | Indicado |

#### BAFTA
| Ano  | Categoria                | Indicação                 | Notas    |
| ---- | ------------------------ | ------------------------- | -------- |
| 1999 | Melhor Atriz             | Elizabeth                 | Venceu   |
| 2000 | Melhor Atriz Coadjuvante | The Talented Mr. Ripley   | Indicado |
| 2005 | Melhor Atriz Coadjuvante | The Aviator               | Venceu   |
| 2008 | Melhor Atriz Coadjuvante | I'm Not There             | Indicado |
| 2008 | Melhor Atriz             | Elizabeth: The Golden Age | Indicado |
| 2014 | Melhor Atriz             | Blue Jasmine              | Venceu   |
| 2016 | Melhor Atriz             | Carol                     | Indicado |
| 2023 | Melhor Atriz             | Tár                       | Venceu   |

#### SAG Awards
| Ano  | Categoria                               | Indicação                                         | Notas    |
| ---- | --------------------------------------- | ------------------------------------------------- | -------- |
| 1999 | Melhor Atriz Principal                  | Elizabeth                                         | Indicado |
| 2002 | Melhor Atriz Coadjuvante                | Bandits                                           | Indicado |
| 2002 | Melhor Elenco em Cinema                 | The Lord of the Rings: The Fellowship of the Ring | Indicado |
| 2003 | Melhor Elenco em Cinema                 | The Lord of the Rings: The Two Towers             | Indicado |
| 2004 | Melhor Elenco em Cinema                 | The Lord of the Rings: The Return of the King     | Venceu   |
| 2005 | Melhor Elenco em Cinema                 | The Aviator                                       | Indicado |
| 2005 | Melhor Atriz Coadjuvante                | The Aviator                                       | Venceu   |
| 2007 | Melhor Atriz Coadjuvante                | Notes on a Scandal                                | Indicado |
| 2007 | Melhor Elenco em Cinema                 | Babel                                             | Indicado |
| 2008 | Melhor Atriz Principal                  | Elizabeth: The Golden Age                         | Indicado |
| 2008 | Melhor Atriz Coadjuvante                | I'm Not There                                     | Indicado |
| 2009 | Melhor Elenco em Cinema                 | The Curious Case of Benjamin Button               | Indicado |
| 2014 | Melhor Atriz Principal                  | Blue Jasmine                                      | Venceu   |
| 2016 | Melhor Atriz Principal                  | Carol                                             | Indicado |
| 2021 | Melhor Atriz em Minissérie ou Telefilme | Mrs. America                                      | Indicado |
| 2022 | Melhor Atriz Coadjuvante                | Nightmare Alley                                   | Indicado |
| 2022 | Melhor Elenco em Cinema                 | Don't Look Up                                     | Indicado |
| 2023 | Melhor Atriz Principal                  | Tár                                               | Indicado |
| 2025 | Melhor Atriz em Minissérie ou Telefilme | Disclaimer                                        | Indicado |

#### Television Critics' Association Awards
| Ano  | Categoria                              | Indicação    | Notas    |
| ---- | -------------------------------------- | ------------ | -------- |
| 2020 | Melhor Performance Individual em Drama | Mrs. America | Indicado |

#### Critics' Choice Awards
| Ano  | Categoria                                              | Indicação                                     | Notas    |
| ---- | ------------------------------------------------------ | --------------------------------------------- | -------- |
| 1999 | Melhor Atriz em Cinema                                 | Elizabeth                                     | Venceu   |
| 2004 | Melhor Elenco                                          | The Lord of the Rings: The Return of the King | Venceu   |
| 2005 | Melhor Elenco                                          | The Life Aquatic with Steve Zissou            | Indicado |
| 2005 | Melhor Atriz Coadjuvante em Cinema                     | The Aviator                                   | Indicado |
| 2007 | Melhor Atriz Coadjuvante em Cinema                     | Notes on a Scandal                            | Indicado |
| 2007 | Melhor Elenco                                          | Babel                                         | Indicado |
| 2008 | Melhor Atriz Coadjuvante em Cinema                     | I'm Not There                                 | Indicado |
| 2008 | Melhor Atriz em Cinema                                 | Elizabeth: The Golden Age                     | Indicado |
| 2009 | Melhor Atriz em Cinema                                 | The Curious Case of Benjamin Button           | Indicado |
| 2009 | Melhor Elenco                                          | The Curious Case of Benjamin Button           | Indicado |
| 2014 | Melhor Atriz em Cinema                                 | Blue Jasmine                                  | Venceu   |
| 2016 | Melhor Atriz em Cinema                                 | Carol                                         | Indicado |
| 2021 | Melhor Série Limitada                                  | Mrs. America                                  | Indicado |
| 2021 | Melhor Atriz em Minissérie ou Telefilme                | Mrs. America                                  | Indicado |
| 2022 | Melhor Elenco                                          | Don't Look Up                                 | Indicado |
| 2022 | Melhor Atriz em Filme de Ficção Científica ou Fantasia | Don't Look Up                                 | Indicado |
| 2023 | Melhor Atriz em Cinema                                 | Tár                                           | Venceu   |
| 2025 | Melhor Atriz em Minissérie ou Telefilme                | Disclaimer                                    | Indicado |